# جیسون روباردز سینیور
جیسون روباردز سینیور (انگلیسی: Jason Robards Sr.؛ ‏ ۳۱ دسامبر ۱۸۹۲ – ۴ آوریل ۱۹۶۳) بازیگر تئاتر و بازیگر سینما اهل ایالات متحده آمریکا بود. وی بین سال‌های ۱۹۱۶ تا ۱۹۶۱ میلادی فعالیت می‌کرد.
از فیلم‌ها یا برنامه‌های تلویزیونی که وی در آن نقش داشته‌است می‌توان به سان‌فرانسیسکو، آبراهام لینکلن، جنگ‌های صلیبی، آخرین روزهای پمپی، ماجراهای مارکو پولو، برادوی بیل، پاریس، قماربازان، فرار از زندان، زنبور سبز دوباره حمله می‌کند!، مادموازل فی‌فی، قاتل مادرزاد، شکار مرگبار، آقای بلندینگ خانه رؤیایی خود را می‌سازد و تجارت پرمخاطره اشاره کرد.